# Higuchi Yuta
Higuchi Yuta (sinh ngày 30 tháng 10 năm 1996) là một cầu thủ bóng đá người Nhật Bản.

## Sự nghiệp câu lạc bộ
Higuchi Yuta hiện đang chơi cho Sagan Tosu.